# (2637) Bobrovnikoff
(2637) Bobrovnikoff (A919 SB) – planetoida z grupy pasa głównego asteroid okrążająca Słońce w ciągu 3,39 lat w średniej odległości 2,26 j.a. Odkryta 22 września 1919 roku.